# Llei Tavera

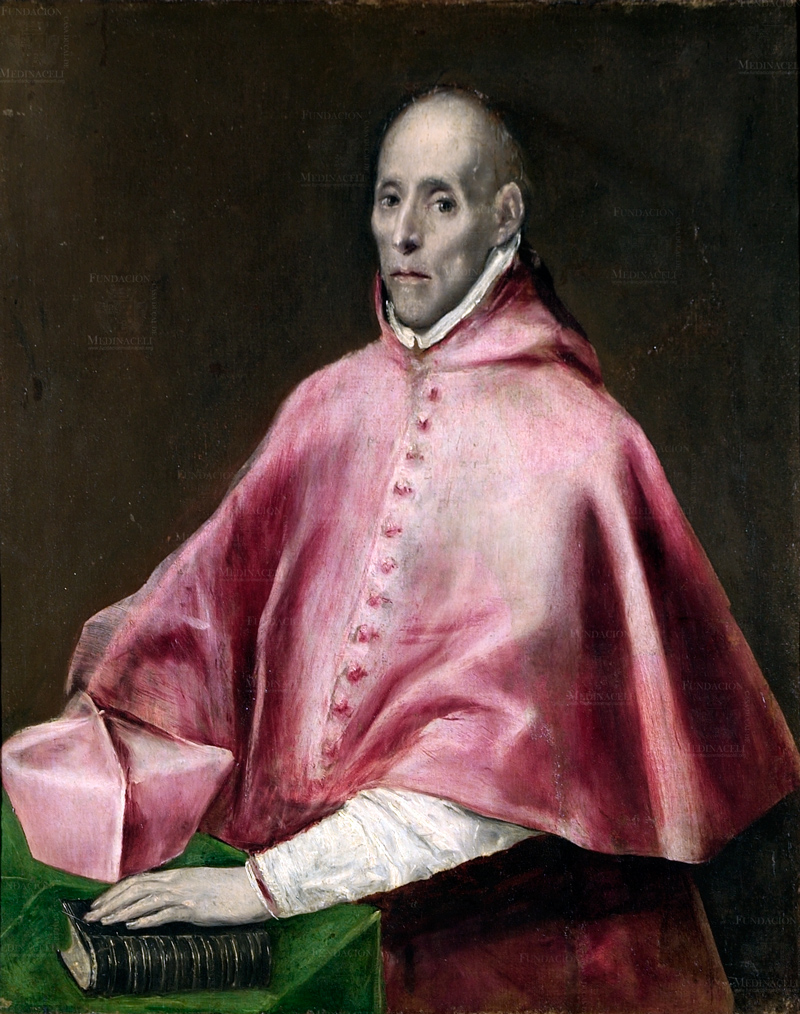
Retrat del Cardenal Juan Pardo Tavera pintat per El Greco al 1609.

La Llei Tavera o Llei de pobres fou realitzada el 1540 pel regent i cardenal Juan Pardo Tavera en absència del rei Carles V, davant una situació de necessitat. Les Corts Castellanes, per afrontar les repetides i violentes crisis agrícoles que es donaven en tota la dècada, aplicaven antigues lleis de pobres. El cardenal Tavera va voler crear una nova llei que actués davant aquest marc de pobresa.
Aquesta nova mesura en política de pobres proporciona dos interpretacions possibles, ja que tenia una hàbil redacció.

## Missatge A: Article 1 a l'11[calcitació]
Aquest primer missatge proposava control estricte de la mendicitat. En primer lloc imposa un examen a nivell de vida i de pobresa, que s'haurien de superar per poder pidolar. Aquest examen servia per diferenciar entre els pobres vertaders dels pobres falsos. Concretament, dins dels vertaders es distingien els quals eren propis de la naturalesa (dels mateix poble o aveïnats). Únicament es donaria una llicència o cèdula per poder demanar almoina als vertaders de la pròpia naturalesa. Aquesta llicència seria vàlida durant un any i a un radi de menys de sis llegües del lloc. Els pobres no naturals haurien d'abandonar la ciutat, eren desterrats, com a mesura dins el codi penal. Els pobres falsos, en cas de no trobar feina, eren expulsats. Hi havia exempcions en l'àmbit de la naturalesa: els estudiants podien demanar fora de la seva naturalesa, igual que les persones cegues o els jornalers a l'atur, els quals estaven malalts.
Només rebien la llicència si es confessaven i combregaven mínimament un cop al any.
L'article VI de la llei prohibia totalment la mendicitat infantil a partir dels cinc anys. Tot i que els pares del menor tinguessin llicència, els seus fills no els podien acompanyar, ja que es considerava que això podia provocar que agafessin el «mal costum» de pidolar.

## Missatge B: Article 12
Aquest article (12) donava una possible segona lectura, que proposava que el que s'havia de fer era prohibir la mendicitat. Si les autoritats municipals i les eclesiàstiques distribuïen adequadament les rentes i les almoines, els pobres es mantindrien a les seves cases, i en cas que no tinguessin casa, en els hospitals que els atenien. Conclou afirmant que s'hauria d'aplicar primer aquest missatge, i en cas que no es pogués, que s'apliqués l'anterior (missatge A).

## Debat entre Domingo de Soto i Juan de Robles[2]
La Llei Tavera es va aplicar a Toledo, Madrid, Zamora, Salamanca i Valladolid (seguint el missatge B). A Salamanca i Valladolid va generar moltes crítiques per part d'universitaris, persones de govern, religiosos i alguns catedràtics i teòlegs de la universitat de Salamanca. Davant d'aquest descontentament, es demana a Domingo de Soto (que estava en contra d'alguns aspectes de la llei) i Juan de Robles (que estava a favor de la llei i havia impulsat l'aplicació a Zamora) que analitzessin la llei i comuniquessin quins podrien millorar. A partir d'aquesta demanda del monarca, va començar el debat entre Soto i Robles, més conegut com "El gran debat sobre els pobres en el segle xvi" (1545).
Les dues grans obres que encapçalen el debat són Deliberación en la causa de los pobres, de Soto (1545) i De la orden que en algunos pueblos de España se ha puesto en la limosna, para remedio de los verdaderos pobres, de Robles (1945).